# Yang Jinghui
Yang Jinghui, född den 15 maj 1983 i Guangzhou, är en kinesisk simhoppare.
Han tog OS-guld i synkroniserade höga hopp i samband med de olympiska simhoppstävlingarna 2004 i Aten.